# فونت‌فورج
فونت‌فورج (به انگلیسی: Fontforge) یک نرم‌افزار آزاد و متن‌باز برای طراحی و ویرایش فونت است.